# Gröntoppens naturreservat
Gröntoppens naturreservat ligger i Föllinge socken, Krokoms kommun, Jämtland. Reservatet som ligger mellan Lillholmsjö och Skärvången omfattar 124 hektar och bildades år 2003. Inom naturreservatet finns flera höjder, bland annat Gröntoppen (560 m ö.h.). Området består av tre olika skogstyper.